# Gerardus Craeyvanger
Gerardus Craeyvanger o Gerardus Kraijvanger (Utrecht, 13 de enero de 1775- ibidem, 10 de marzo de 1855) fue un violinista y barítono holandés. Trabajó también como director coral y profesor de canto.